# Lithobates tlaloci
Espèce
Synonymes
- Rana tlaloci Hillis & Frost, 1985

Statut de conservation UICN

 CR B1ab(iii,v)+2ab(iii,v) : 
En danger critique
Lithobates tlaloci est une espèce d'amphibiens de la famille des Ranidae.

## Répartition
Cette espèce est endémique de Xochimilco dans l'État de Mexico au centre du Mexique,.

## Étymologie
Cette espèce est nommée en l'honneur de Tlaloc, dieu aztèque de l'eau.

## Publication originale
- Hillis & Frost, 1985 : Three new species of leopard frogs (Rana pipiens complex) from the Mexican Plateau. Occasional Papers of the Museum of Natural History, University of Kansas, no 117, p. 1-14 (texte intégral).